# Krishna Behari Lall
Krishna Behari Lall fue un diplomático, indio.
Lall estudió en las universidades de Delhi, Londres y Oxford. En 1935 fue Barrister  y se unió a la Middle Temple Inn. En 1938 entró al Indian Civil Service (British India) y sirvió inicialmente para siete años en las Central Provinces, donde asumió el reto de la contratación y distribución de alimentos, el desarrollo rural y el bienestar de sociedades tribales ( hoy las tareas del Ministry of Tribal Affairs).
En 1945 pertenecía a la Mano de obra de los departamentos Finanzas y Comercial del Gobierno colonial de la India.
Del  15 de enero de 1962  al 09 de julio de 1966 fue embajador en Bruselas y ante la Comunidad Económica Europea y representante Permanente ante el GATT y la UNCTAD. 
De 1967 a 1970 fue Minister of Commerce and Industry (India) y elegido Presidente del  GATT y del Grupo de los 77 en la UNCTAD, ganando mucho respeto por ayudar a la aprobación segura de los países desarrollados para un sistema de preferencias comerciales generales en favor de los países en desarrollo .
Entre 1970 y 1972 fue titular de la recién creado Secretaria de Defensa Principal. En esta capacidad él jugó un papel fundamental durante el Guerra indo-pakistaní de 1971.
Del 30 de mayo de 1973 al 10 de agosto de 1977 fue otra vez embajador en Bruselas